# روز ملی نماز

روز ملی نماز، یک روز بزرگداشت سالانه است که توسط کنگره ایالات متحده تعیین شده و در اولین پنجشنبه ماه مه برگزار می‌شود. در این روز از مردم خواسته می‌شود «با نماز و مراقبه به خدا روی آورند». این روز در سال ۱۹۵۲ توسط رئیس‌جمهور هری اس. ترومن نامگذاری شد و رؤسای جمهور بعدی طبق قانون (36 U.S.C. § 119) موظف اند هر ساله اعلامیه‌ای را امضا کنند و همهٔ آمریکایی‌ها را به دعا و نماز در این روز تشویق کنند.

## تاریخچه
روز ملی نماز ریشه‌های مشترکی با جشن شکرگزاری دارد؛ چراکه هر دو روزی برای عبادت و نیایش هستند. منتهی روز جهانی شکرگزاری در اواخر پاییز برگزار می‌شود و مردم در آن به شکرگزاری و دعا پرداخته و روز ملی نماز در بهار برگزار می‌شود و مردم در این روز روزه می‌گیرند و به نیایش و عبادت می‌پردازند. روز شکرگزاری در سال ۱۸۶۳ توسط رئیس‌جمهور آبراهام لینکلن به عنوان تعطیلات رسمی تعیین شد و روز ملی نماز در سال ۱۹۵۲ توسط رئیس‌جمهور هری اس. ترومن نامگذاری شد. 

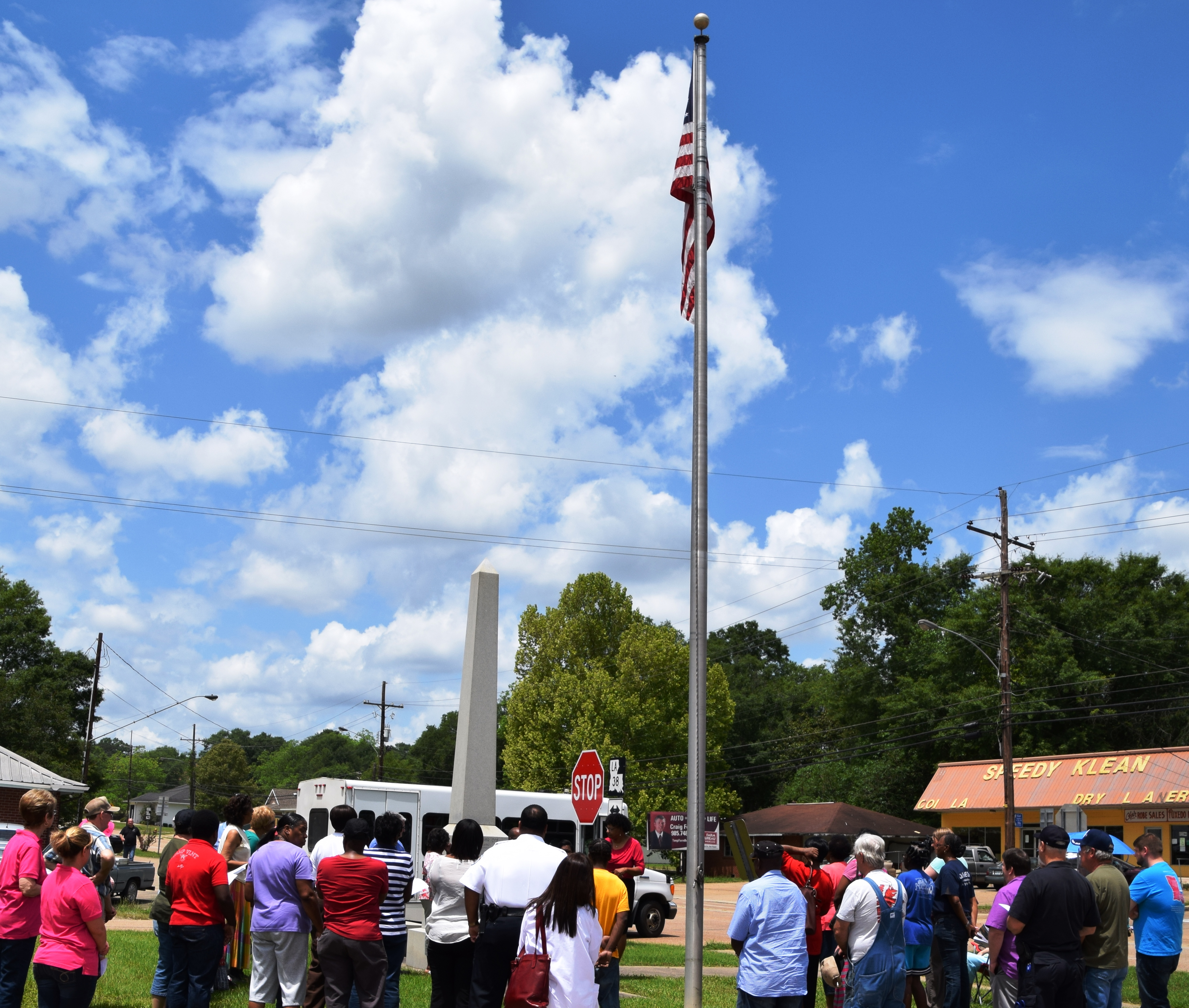
ساکنان کنتوود، لوئیزیانا، در بیرون تالار شهر در کنار خیابان ال‌ای ۳۸ جمع شده‌اند تا روز ملی نماز سال ۲۰۱۵ را گرامی بدارند.